# Henriette Polak

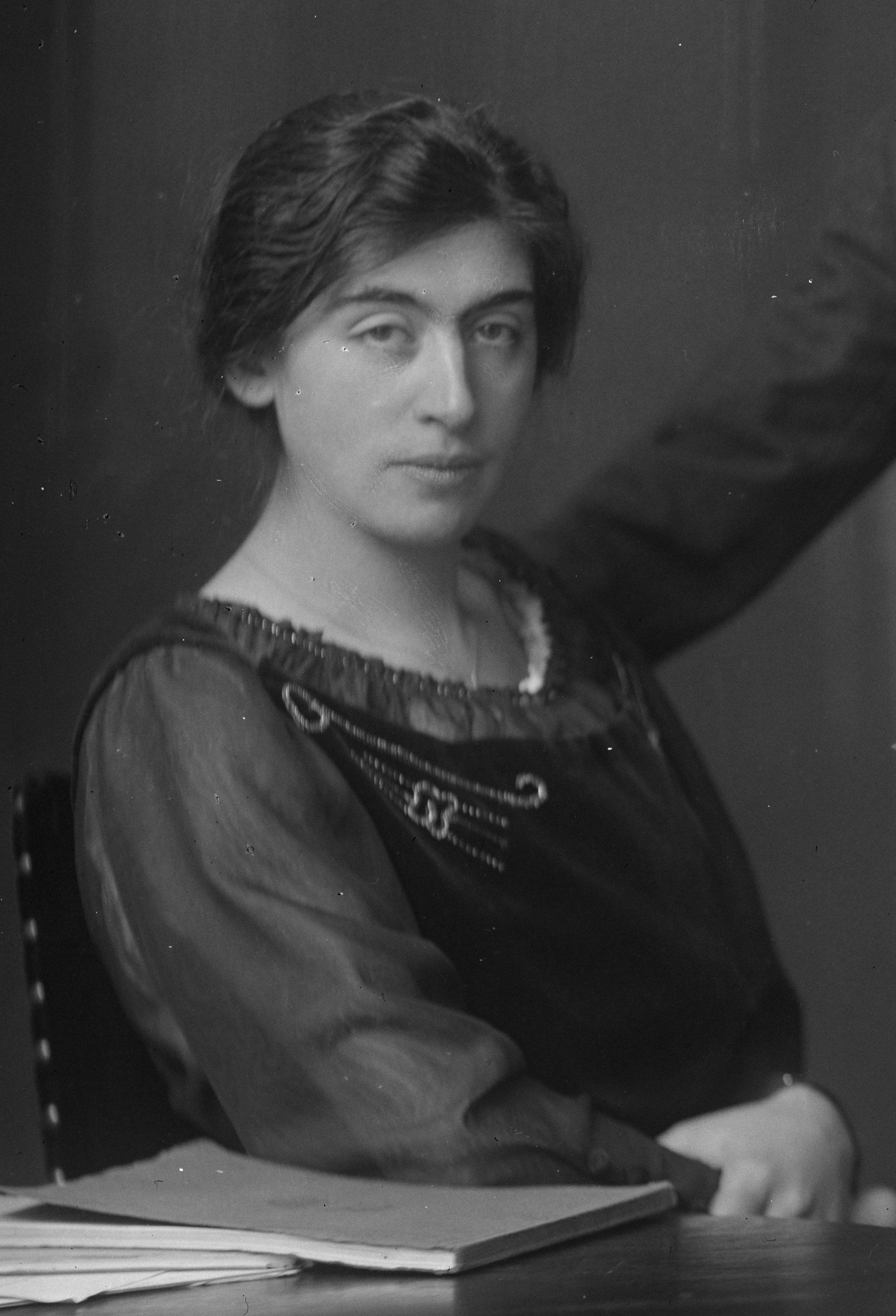
Henriette Polak-Schwarz in 1917 (uitsnede van foto door J. Merkelbach)

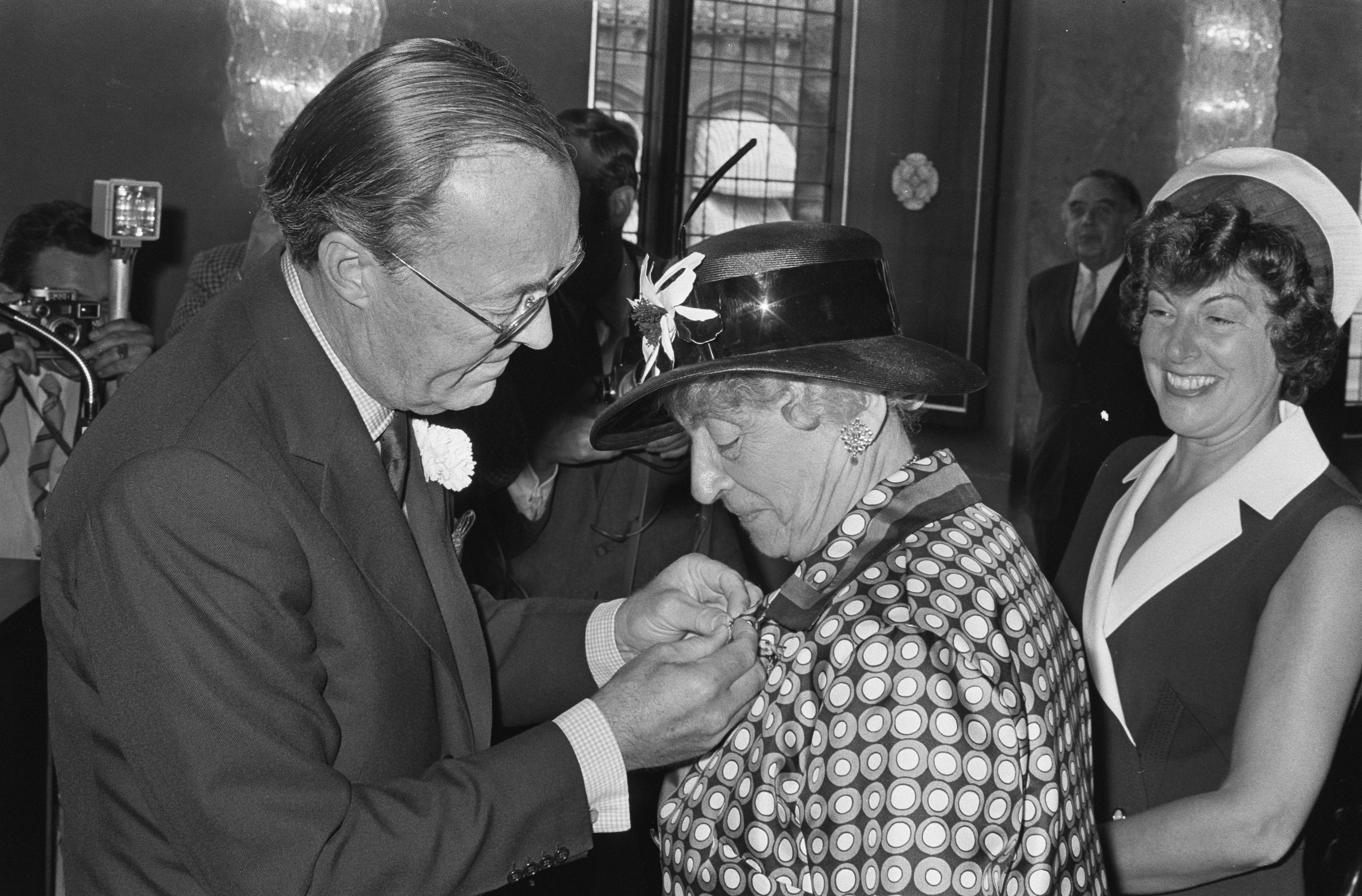
Prins Bernhard reikt Zilveren Anjer uit aan H.A. Polak-Schwarz (1970)

Henriette Antoinette Polak-Schwarz (Zutphen, 7 november 1893 - Amsterdam, 12 april 1974) was een Nederlands humanistisch bestuurder, firmant en mecenas.

## Leven en werk
Henriette Antoinette Schwarz, dochter van de fabrikant Levi Schwarz en Rebecca Vles, was gehuwd met de jurist en filosoof Leo Polak, die in de Tweede Wereldoorlog werd vermoord in het concentratiekamp Sachsenhausen bij Oranienburg. Zelf wist zij de oorlog te overleven en werd na de oorlog actief binnen het Humanistisch Verbond. Zij was een van de drijvende krachten bij de totstandkoming van het A.H. Gerhardhuis, een humanistisch verzorgingshuis voor ouderen in Amsterdam. Ook het Rosa Spier Huis, woon- en werkcentrum voor (ex-)kunstenaars en wetenschappers in Laren (N.H.) werd door haar opgericht. Op cultureel gebied kon dankzij haar inspanningen het naar haar genoemde Museum Henriette Polak in Zutphen, gerealiseerd worden. Als welgesteld mede-eigenaar van de essencefabriek Polak & Schwarz in Zutphen, later Zaandam, inmiddels overgegaan in International Flavors and Fragrances (IFF), was zij ook in staat om de instellingen waarbij zij nauw betrokken was, financieel te steunen. Daartoe behoorde ook het naar haar man genoemde Leo Polak Huis. Dit was, evenals het A.H. Gerhardhuis, een bejaardenhuis op humanistische grondslag, maar werd later omgevormd tot een verpleeghuis.
In 1968 schonk zij de Hebreeuwse Universiteit van Jeruzalem, Israël, 100.000 dollar voor de stichting van een 'Prof. Leo Polak-fonds voor onderzoek naar humaniora' ter herinnering aan haar overleden echtgenoot, die hoogleraar in de rechten en wijsbegeerte was aan de Rijksuniversiteit Groningen. Ook nam ze het initiatief voor de 'Stichting Leo Polak Fonds' die onder meer een jaarlijkse 'Leo Polak Scriptieprijs' beschikbaar stelt.
Zij wordt wel "de moeder van het Humanistisch Verbond" genoemd vanwege haar (ook financiële) bijdrage aan de totstandkoming van deze vereniging op humanistische grondslag. 
Zij overleed in 1974 op 80-jarige leeftijd in Amsterdam.

## Familie
Polak-Schwarz was de tante van de uitgever Johan Polak; diens moeder Sarah was haar zuster.